# Arctia esperi
Arctia esperi là một loài bướm đêm thuộc phân họ Arctiinae, họ Erebidae.